# Astragalus bavanatensis
Astragalus bavanatensis är en ärtväxtart som beskrevs av Maassoumi, Nowroozi och Dieter Podlech. Astragalus bavanatensis ingår i släktet vedlar, och familjen ärtväxter. Inga underarter finns listade i Catalogue of Life.